# Hunger (österreichische Band)
Hunger ist eine Alternative-Pop/Alternative-Rock-Band aus Wien, die 2015 von Lucas Fendrich (Sohn von Rainhard Fendrich), Daniel Rumpel und Johannes Herbst gegründet wurde. 

## Geschichte
Kurz nach Gründung konnte die Band bereits für internationales Aufsehen sorgen. Die erste Single Gravity wurde als Kurzfilm von dem US-amerikanischen Regisseur Christian Lamb in Los Angeles verfilmt. Die zweite Single Amused ist Teil des Soundtracks der von Selena Gomez produzierten Netflix-Serie Tote Mädchen lügen nicht. Auch Taylor Swift outete sich als Fan von Hunger und listete die Single Amused in ihrer persönlichen Spotify-Playlist „Songs Taylor Loves“.
Hunger veröffentlichte im Frühjahr 2016 die EP Amused und tourte darauf mit der US-amerikanischen Band Against the Current durch Europa. 2017 tourte die Band durch Europa.

## Diskografie
- 2016: For Love (Album, Eigenveröffentlichung)[2]
- 2016: Amused (EP, CO5 Music)[3]